# پایپ (ویسکانسین)
پایپ (به انگلیسی: Pipe) یک منطقهٔ مسکونی در ایالات متحده آمریکا است که در شهرستان فوند دو لک، ویسکانسین واقع شده‌است. پایپ ۲۴۵٫۰۶ متر بالاتر از سطح دریا واقع شده‌است.